# 邁克爾·葛詹尼加
邁克爾·桑德斯·葛詹尼加（英文：Michael Saunders Gazzaniga，1939年12月12日—），美國加州大學聖塔芭芭拉分校的心理學教授，領導新的SAGE心智研究中心。他是認知神經科學的主要研究者之一。他是美國藝術與科學研究院、美國國家醫學院和美國國家科學院的成員。

## 生涯
1961年，葛詹尼加畢業於達特茅斯學院。1964年，他獲得博士學位。他在羅傑·斯佩里的指導下，在加州理工學院從事心理生物學研究，主要負責發起人類裂腦研究。在隨後的工作中，他在我們對腦功能側化以及大腦半球如何相互交流的理解方面取得了重要進展。
葛詹尼加的出版物包括面向普通讀者的書籍，例如《社會大腦》、《精神問題》、《自然界的思想》、《道德大腦》和《誰負責？》(以上書名皆為暫譯)。他還是麻省理工學院出版社出版的《認知神經科學》叢書的編輯，該叢書收錄了近200位科學家的著作，並且是該領域的資料手冊。他的最新專著名為《誰負責？：自由意志與大腦科學》。 它由HarperCollins於2011年出版。
葛詹尼加在加州大學戴維斯分校和達特茅斯學院、神經科學學會以及《認知神經科學雜誌》中創建了認知神經科學中心，並擔任名譽總編輯。葛詹尼加是美國總統喬治·沃克·布希的生物倫理委員會的成員。他還是法律與神經科學計畫的主任，該項目旨在研究法律與神經科學的交集。
2019年，都柏林三一學院授予他榮譽博士學位。

## 研究
葛詹尼加領導了一些開創性研究，目的是學習和理解裂腦症患者及其大腦如何工作。[5]他對裂腦患者進行了大量研究，以使他們對這種罕見的患者的生活有更高的了解，他研究了大腦兩半球斷開連結與沒有分開的人的功能差異。他研究了大腦的兩個半球分別控制哪些身體功能。

## 出版物
- Gazzaniga, Michael S. . New York: Appleton-Century-Crofts. 1970. ISBN 978-0-390-35278-1.
- Gazzaniga, Michael S.; LeDoux, Joseph E. . New York: Plenum Pr. 1978. ISBN 978-0-306-31085-0.
- Gazzaniga, Michael S. . Basic Books. 1987. ISBN 978-0-465-07850-9.
- Gazzaniga, Michael S. . Boston: Houghton Mifflin. 1988. ISBN 978-0-395-50095-8.
- Gazzaniga, Michael S. . New York: BasicBooks. 1992. ISBN 978-0-465-04863-2.
- Gazzaniga, Michael S. . Berkeley, Calif: University of California Press. 2000. ISBN 978-0-520-22486-5.
- Gazzaniga, Michael S. . New York [u.a.]: Dana Press. 2005. ISBN 978-1-932594-01-0.
- Senior, Carl; Russell, Tamara; Gazzaniga, Michael S.  1st. Cambridge, MA: The MIT Press. 2006. ISBN 978-0-262-19541-6.
- Gazzaniga, Michael S.; Ivry, Richard B.; Mangun, George R.  3rd. New York: W.W. Norton. 2009. ISBN 978-0-393-92795-5.
- Gazzaniga, Michael S.  1st. New York: Harper Perennial. 2009. ISBN 978-0-06-089289-0.
- Gazzaniga, Michael S.  1st. New York, NY: Ecco. 2011. ISBN 978-0-06-190610-7.
- Gazzaniga, Michael S.  1st. New York, NY: Ecco. 2015. ISBN 978-0062228802.
- Gazzaniga, Michael S.  1st. New York, NY: Farrar, Straus and Giroux. 2018. ISBN 978-0374715502.

## 外部連結
- University of California Santa Barbara faculty web page （页面存档备份，存于）
- Michael Gazzaniga’s personal web page （页面存档备份，存于）
- The Law and Neuroscience Project （页面存档备份，存于）
- Sage Center for the Study of the Mind （页面存档备份，存于）
- "The Effects of Crack" （页面存档备份，存于） — an exchange between Gazzaniga and the conservative commentator William F. Buckley, Jr.
- Video of Gazzaniga demonstrating the effects of split brain surgery
- Video (and audio) of interview/discussion with Gazzaniga （页面存档备份，存于） by Carl Zimmer on Bloggingheads.tv
- C-SPAN內的頁面（英文）